# 大衛·普萊爾
大衛·普萊爾（英語：David Prior，1969年1月6日—）是一名美國男導演、編劇、製片人和剪輯師，知名作品如驚悚短片《AM1200》（2008年）以及恐怖電影《空人》（2020年）。

## 職業生涯
普萊爾執導多部大衛·芬奇電影的紀錄片後，2008年推出首部獨立短片作品《AM1200》。2016年2月，他受聘編寫兼執導超自然恐怖片《空人》；電影是普萊爾長片導演處女作，改編自Boom!工作室的同名漫畫，於2020年上映。2021年9月，他被聘為Netflix詩選影集《吉勒摩·戴托羅之珍奇櫃》的〈驗屍〉（2022年）一集導演。2021年12月，普萊爾執導、共同創作和執行製片了芬奇的Netflix紀錄影集《凝視：電影的時光長河》。

## 作品列表

### 電影
| 年份 | 標題       | 職位 | 職位 | 職位 | 職位   | 附註               |
| 年份 | 標題       | 導演 | 製片 | 編劇 | 剪輯師 | 附註               |
| ---- | ---------- | ---- | ---- | ---- | ------ | ------------------ |
| 2008 | 《AM1200》 | 是   | 是   | 是   | 是     | 短片；兼音效設計師 |
| 2020 | 《空人》   | 是   | 是   | 否   | 是     |                    |

### 電視
| 年份 | 標題                      | 職位 | 職位       | 職位 | 職位   | 附註           |
| 年份 | 標題                      | 導演 | 執行製片人 | 編劇 | 剪輯師 | 附註           |
| ---- | ------------------------- | ---- | ---------- | ---- | ------ | -------------- |
| 2021 | 《凝視：電影的時光長河》  | 是   | 是         | 是   | 否     | 2集            |
| 2022 | 《吉勒摩·戴托羅之珍奇櫃》 | 是   | 否         | 否   | 否     | 單集：〈驗屍〉 |

## 外部連結
- 大衛·普萊爾在互联网电影资料库（IMDb）上的資料（英文）